# Ilja Sergejewitsch Semikow
Ilja Sergejewitsch Semikow (russisch Илья Сергеевич Семиков in Ust-Zilma, Republik Komi; * 22. Oktober 1993) ist ein russischer Skilangläufer.

## Werdegang
Semikow startete im März 2013 erstmals in Syktywkar im Skilanglauf-Eastern-Europe-Cup und belegte dabei den 63. Platz im Sprint und den 43. Rang im Skiathlon. Im selben Monat wurde er russischer Juniorenmeister über 15 km klassisch. In der Saison 2014/15 erreichte er mit Platz drei über 30 km klassisch in Krasnogorsk und Platz zwei über 15 km klassisch in Werschina Tjoi seine ersten Podestplatzierungen im Eastern-Europe-Cup. Bei der Winter-Universiade 2015 in Štrbské Pleso errang er den 21. Platz im Sprint und den achten Platz über 10 km klassisch. Im März 2015 wurde er bei den russischen Meisterschaften Zweiter im 50-km-Massenstartrennen. Bei den U23-Weltmeisterschaften 2016 in Rasnov kam er auf den 24. Platz im Sprint und auf den 14. Rang über 15 km klassisch. Im Skilanglauf-Weltcup debütierte er im Januar 2017 in Ulricehamn und belegte dabei den 13. Platz mit der Staffel. Im folgenden Monat lief er in Pyeongchang sein erstes Einzelrennen im Weltcup. Dabei holte er mit dem 25. Platz im Skiathlon seine ersten Weltcuppunkte. In der Saison 2018/19 erreichte er mit jeweils zwei dritten, zweiten und ersten Plätzen den dritten Platz in der Gesamtwertung des Eastern-Europe-Cups. Im März 2019 errang er in Oslo mit dem vierten Platz im 50-km-Massenstartrennen seine erste Top-Zehn-Platzierung im Weltcupeinzel.
In der Saison 2020/21 errang Semikow den 21. Platz beim Ruka Triple, den 11. Platz bei der Tour de Ski 2021 und kam in Lahti auf den dritten Platz mit der Staffel. Er belegte damit jeweils den 18. Platz im Gesamtweltcup und Distanzweltcup. Beim Saisonhöhepunkt, den Nordischen Skiweltmeisterschaften 2021 in Oberstdorf, lief er auf den 15. Platz im 50-km-Massenstartrennen. Anfang April 2021 wurde er in Tjumen russischer Meister im 50-km-Massenstartrennen. In der folgenden Saison errang er, nach Platz zwei mit der Staffel in Lillehammer, den 17. Platz bei der Tour de Ski 2021/22 und erreichte zum Saisonende den 25. Platz im Gesamtweltcup. Beim Saisonhöhepunkt, den Olympischen Winterspielen 2022 in Peking, wurde er Neunter über 15 km klassisch.

## Siege bei Continental-Cup-Rennen
| Nr. | Datum            | Ort              | Disziplin        | Serie              |
| --- | ---------------- | ---------------- | ---------------- | ------------------ |
| 1.  | 10. Januar 2019  | Minsk-Raubitschy | Sprint klassisch | Eastern Europe Cup |
| 2.  | 23. Februar 2019 | Syktywkar        | 15 km klassisch  | Eastern Europe Cup |

## Teilnahmen an Weltmeisterschaften und Olympischen Winterspielen

### Olympische Spiele
- 2022 Peking: 9. Platz 15 km klassisch

### Nordische Skiweltmeisterschaften
- 2021 Oberstdorf: 15. Platz 50 km klassisch Massenstart

## Platzierungen im Weltcup

### Weltcup-Statistik
Die Tabelle zeigt die erreichten Platzierungen im Einzelnen.
- 1.–3. Platz: Anzahl der Podiumsplatzierungen
- Top 10: Anzahl der Platzierungen unter den ersten zehn
- Punkteränge: Anzahl der Platzierungen innerhalb der Punkteränge
- Starts: Anzahl gelaufener Rennen in der jeweiligen Disziplin
- Hinweis: Bei den Distanzrennen erfolgt die Einordnung gemäß FIS.

| Platzierung               | Distanzrennen a | Distanzrennen a | Distanzrennen a | Distanzrennen a | Distanzrennen a | Skiathlon Verfolgung | Sprint | Etappen- rennen b | Gesamt | Team   | Team    |
| Platzierung               | ≤ 5 km          | ≤ 10 km         | ≤ 15 km         | ≤ 30 km         | > 30 km         | Skiathlon Verfolgung | Sprint | Etappen- rennen b | Gesamt | Sprint | Staffel |
| ------------------------- | --------------- | --------------- | --------------- | --------------- | --------------- | -------------------- | ------ | ----------------- | ------ | ------ | ------- |
| 1. Platz                  |                 |                 |                 |                 |                 |                      |        |                   |        |        |         |
| 2. Platz                  |                 |                 |                 |                 |                 |                      |        |                   |        |        | 2       |
| 3. Platz                  |                 |                 |                 |                 |                 |                      |        |                   |        |        | 2       |
| Top 10                    |                 |                 | 7               |                 | 1               | 2                    | 2      |                   | 12     |        | 5       |
| Punkteränge               |                 | 2               | 13              |                 | 2               | 5                    | 6      | 3                 | 31     |        | 6       |
| Starts                    |                 | 2               | 16              |                 | 2               | 7                    | 9      | 4                 | 40     |        | 6       |
| Stand: Saisonende 2021/22 |                 |                 |                 |                 |                 |                      |        |                   |        |        |         |

### Weltcup-Gesamtplatzierungen
| Saison  | Gesamt | Gesamt | Distanz | Distanz | Sprint | Sprint |
| Saison  | Punkte | Platz  | Punkte  | Platz   | Punkte | Platz  |
| ------- | ------ | ------ | ------- | ------- | ------ | ------ |
| 2016/17 | 6      | 149.   | 6       | 103.    | –      | –      |
| 2018/19 | 94     | 60.    | 94      | 35.     | –      | –      |
| 2019/20 | 97     | 56.    | 68      | 45.     | 29     | 50.    |
| 2020/21 | 360    | 18.    | 215     | 18.     | 29     | 44.    |
| 2021/22 | 246    | 25.    | 180     | 16.     | 10     | 74.    |